# Stahlhelm

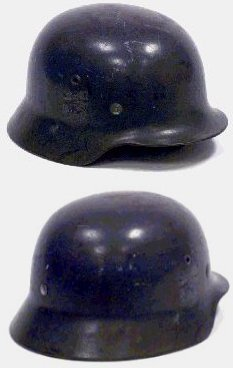
Stahlhelm tedeschi della Seconda guerra mondiale

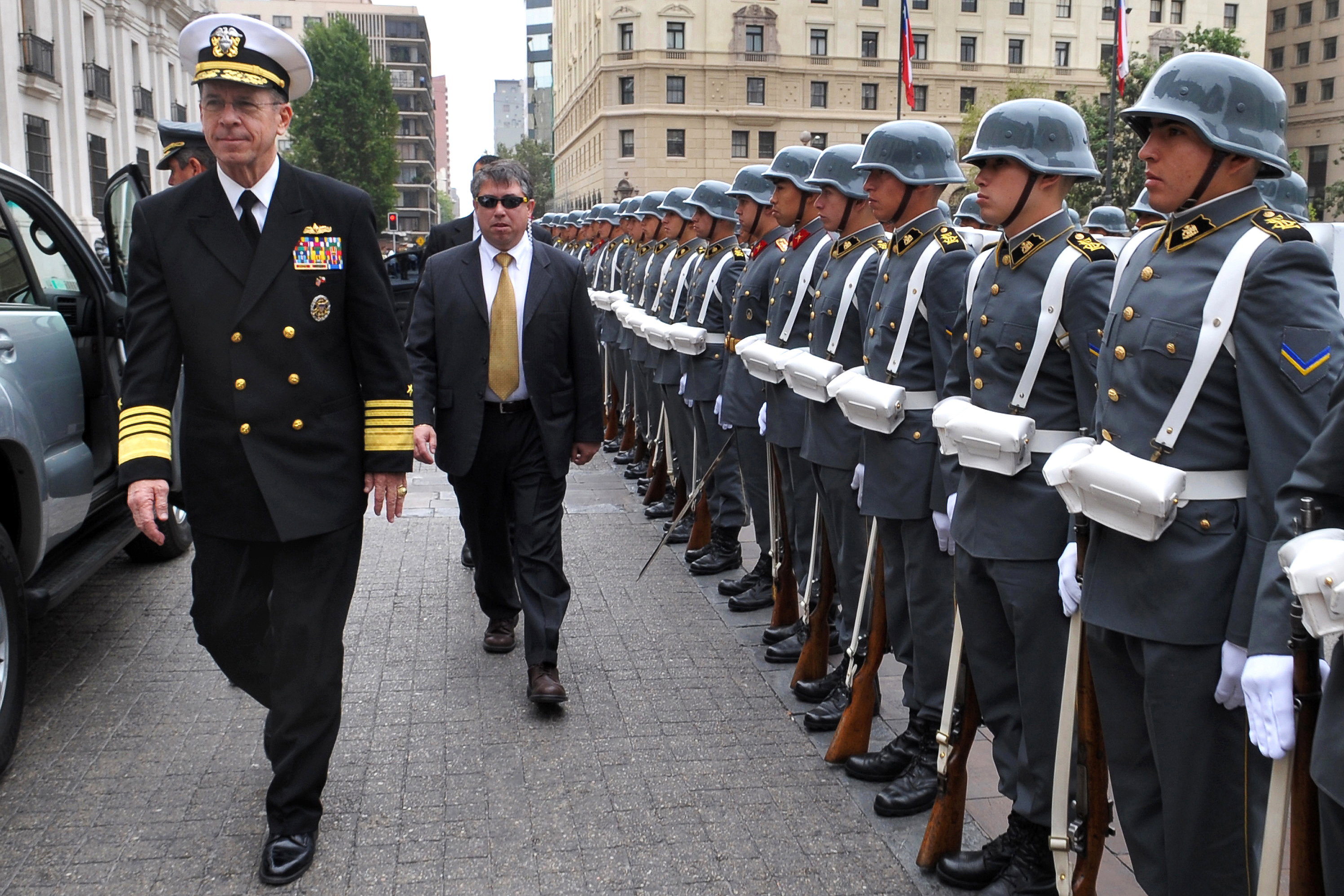
I militari cileni durante il " picchetto d'onore " a un alto ufficiale statunitense indossano la divisa degli anni '50/'60, molto simile a quella dello Heer, sia per l'abito che per l'elmetto (lo Stahlhelm in Bolivia, Argentina, Colombia, Cile e Repubblica Dominicana è conosciuto come Casco M38)

Stahlhelm (plurale, Stahlhelme) è l'espressione tedesca per "elmetto d'acciaio".
Il termine Stahlhelm si riferisce sia ad un generico elmetto in acciaio, sia più specificamente a quello tedesco, dal tipico disegno: introdotto durante il primo conflitto mondiale nel 1916, col suo inconfondibile aspetto a "secchio di carbone" divenne un simbolo immediatamente riconoscibile nell'iconografia militare, ed un elemento comune di propaganda per entrambi gli schieramenti, come il Pickelhaube era stato in precedenza.
Il nome, con la carica simbolica acquisita nel corso della guerra, venne anche usato dallo Stahlhelm, Bund der Frontsoldaten, un'organizzazione paramilitare di ispirazione nazionalista nata alla fine del 1918.

## Origine

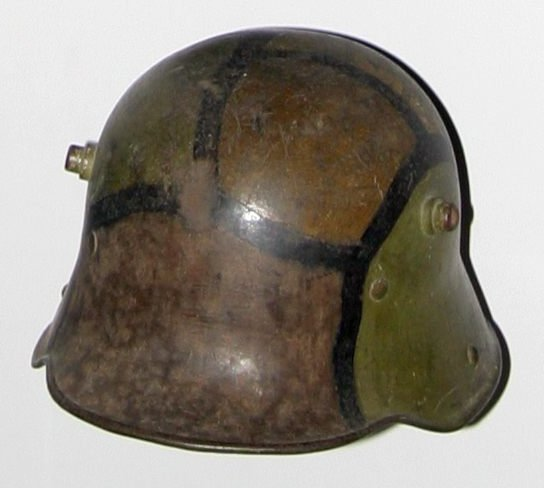
Stahlhelm della Prima guerra mondiale dipinto per il camuffamento

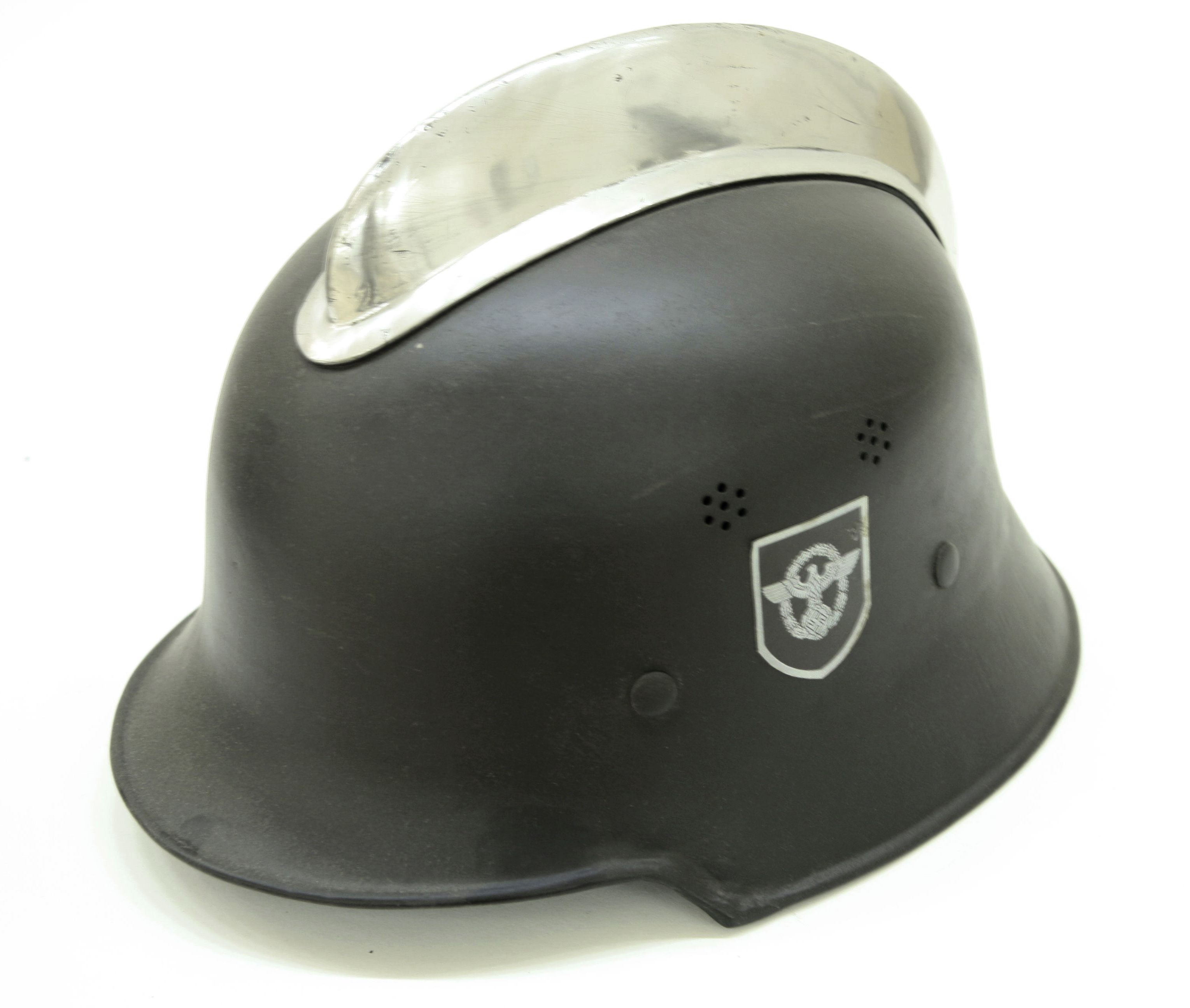
Stahlhelm dei Pompieri di Vienna

Allo scoppio della Prima guerra mondiale nessuno dei combattenti era dotato di una qualche forma di protezione per la testa, eccezion fatta per copricapi in tessuto o in cuoio. Quando la guerra entrò nella sua lunga fase statica, la guerra di trincea, il numero di perdite su entrambi i fronti dovute a ferite alla testa (spesso causate da shrapnel) crebbe drasticamente. L'esercito francese fu il primo a intravedere il bisogno di una maggiore protezione, e nel tardo 1915 cominciò a distribuire alle truppe l'elmetto Adrian, adottato con varianti anche dal Regio Esercito. Le truppe dell'esercito britannico e del Commonwealth ne seguirono l'esempio con l'elmetto Brodie, più tardi indossato dalle truppe statunitensi, e infine i tedeschi introdussero lo Stahlhelm.

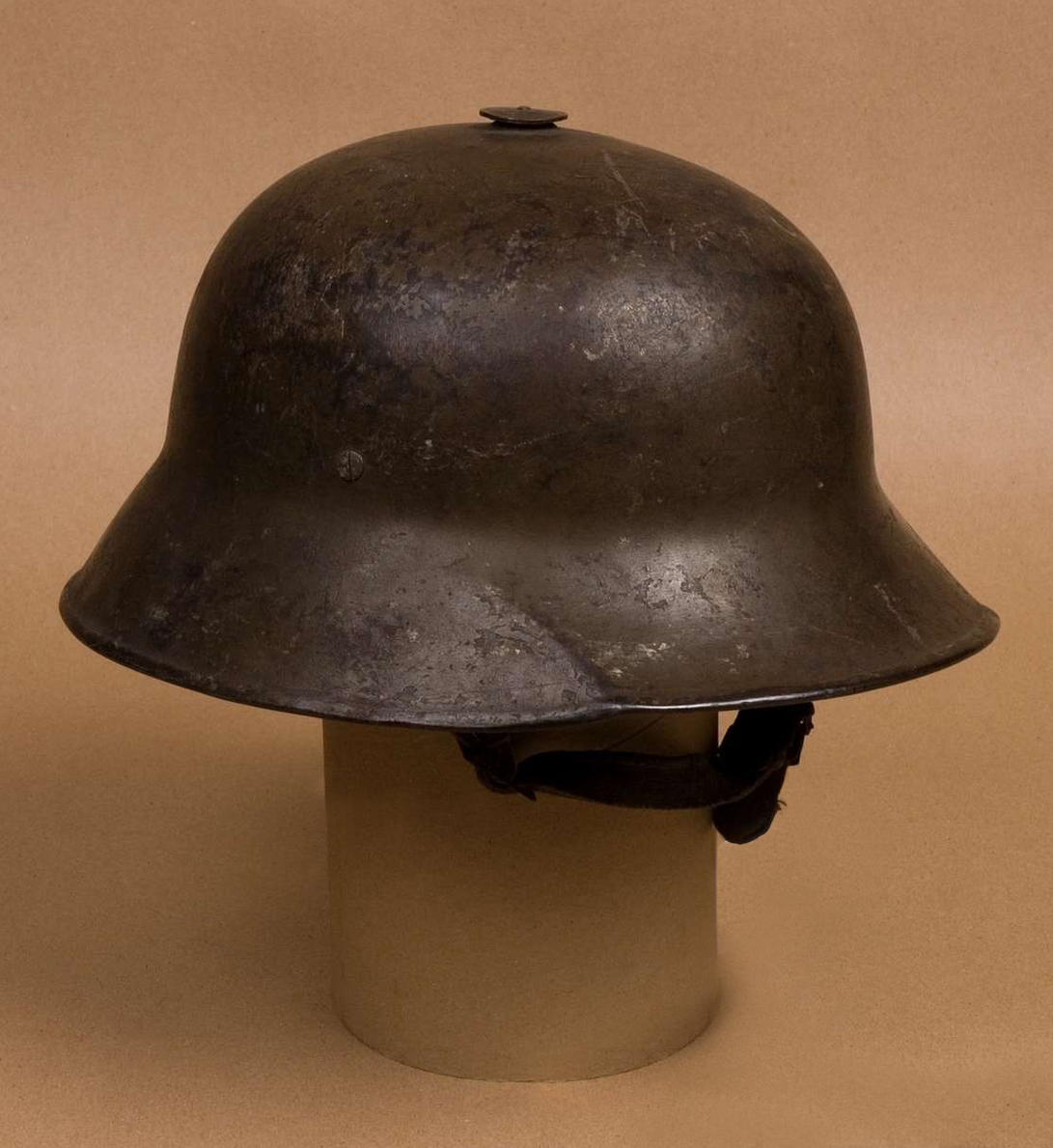
La versione austriaca dello Stahlhelm, il Berndorfer

Il disegno dello Stahlhelm fu opera del dott. Friedrich Schwerd dell'Istituto tecnico di Hannover. Al principio del 1915 Schwerd aveva condotto uno studio sulle ferite alla testa tipiche della guerra di trincea e inviato una raccomandazione all'utilizzo di elmetti in acciaio, e poco tempo dopo aveva ricevuto l'incarico di progettare un elmetto idoneo.

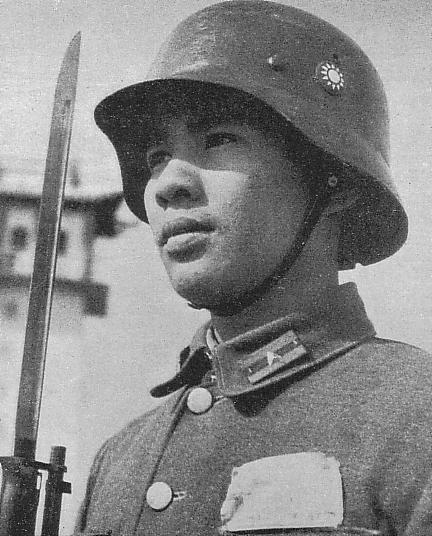
Soldato dell'esercito della Repubblica di Nanchino

Dopo un lungo lavoro di sviluppo, ivi comprese le prove su una selezione di copricapi sia di produzione alleata sia tedesca, i primi Stahlhelm furono testati nel novembre 1915 al poligono di Kummersdorf, e quindi provati in battaglia dal 1º Battaglione d'assalto. Ne vennero ordinati dapprima 30.000 esemplari, ma non fu approvato per un uso generalizzato sino all'inizio del 1916, per cui spesso è ricordato come "Model 1916". Nel febbraio 1916 fu distribuito alle truppe di Verdun, dopo di che l'incidenza di ferite gravi alla testa calò rapidamente.
Invece dell'acciaio al manganese usato nei Brodie britannici, i tedeschi utilizzarono un acciaio martensitico più duro, al silicio/nickel: in virtù di ciò, e anche per la forma dell'elmetto, lo Stahlhelm doveva essere formato su stampi riscaldati, a un costo di gran lunga maggiore dell'elmetto britannico.

## Modelli
I differenti modelli sono designati dall'anno di introduzione. Per esempio il Model 1942 introdotto nel 1942 è comunemente noto come M1942 o M42.

### M1916 e M1917

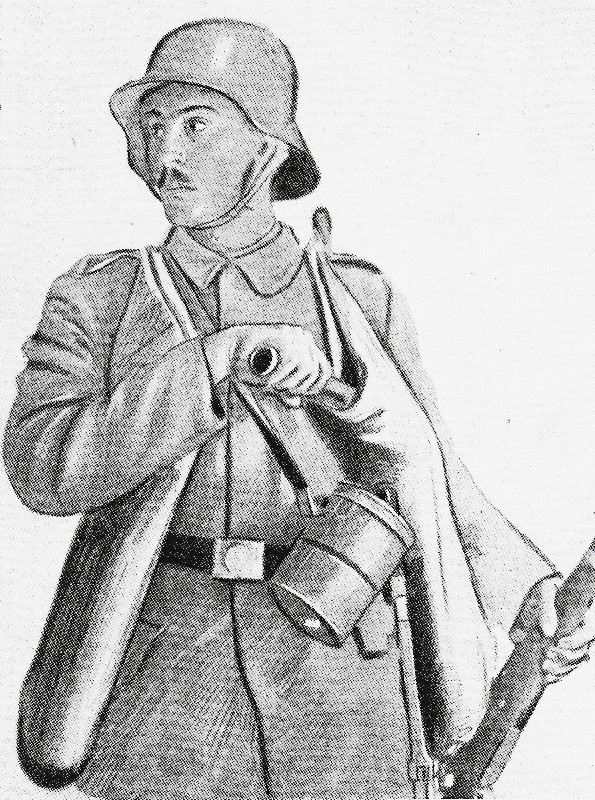
Soldato tedesco con Stahlhelm M1916

Lo Stahlhelm fu introdotto in servizio regolare durante la battaglia di Verdun nel 1916.
Il modello M1916 aveva degli occhielli di ventilazione laterali, simili a piccole corna, concepiti per fare da supporto ad una placca in acciaio addizionale, detta Stirnpanzer, che fu utilizzata in misura limitata solo dai mitraglieri e dalle vedette in quanto troppo pesante per l'uso comune.
Le misure andavano dalla 60 alla 68, con riportate alcune 70. Il rivestimento interno consisteva in una fascia con tre sacche segmentate in cuoio, ognuna contenente materiale d'imbottitura, mentre lacci in cuoio o tessuto si potevano regolare per un migliore comfort. Il sottogola, in un solo pezzo di cuoio, era attaccato all'elmo da rivetti modello M1891, gli stessi del Pickelhaube.
Il modello M1916 forniva un'eccellente protezione; il tenente Walter Schulze dell'8ª Compagnia del 76º Reggimento fanteria della riserva, ne descrisse il suo primo uso in combattimento nella battaglia della Somme, 29 luglio 1916:
.«.. Improvvisamente, con un gran colpo metallico, fui colpito alla fronte e caddi per la botta sul fondo della trincea... una palla di shrapnel aveva colpito il mio elmetto con grande violenza, senza forarlo ma sufficientemente forte da imprimervi il proprio morso. Se avessi portato un berretto, com'era normale fino a pochi giorni prima, allora il Reggimento avrebbe avuto un caduto in più.»
Ma l'elmetto non era senza difetti. I cornetti ventilatori spesso facevano entrare l'aria fredda durante l'inverno, costringendo il portatore ad ostruirli con fango o stoffa. Le ampie falde svasate rendevano l'udito difficile al soldato, distorcendo i suoni e creando un'eco alla voce.
Originariamente dipinto di feldgrau, lo Stahlhelm ricevette spesso un camuffamento da parte delle truppe sul campo, che usavano fango, foglie, vernice e tessuto. I primi camuffamenti in stoffa regolamentari, in bianco e grigio, apparvero fra il 1916 e il 1917; il camuffamento in vernice non fu formalmente introdotto sino al luglio 1918, quando un ordine firmato da Erich Ludendorff definì gli standard ufficiali per la mimetizzazione degli elmetti: l'ordine stabiliva che gli elmetti dovevano essere dipinti in più colori differenti, separati da una linea nera larga quanto un dito, e i colori dovevano essere consoni alla stagione, usando ad esempio verde, marrone e ocra in estate.
Dopo che l'efficacia dell'M1916 fu confermata dalle campagne del 1916, le versioni seguenti furono il frutto di miglioramenti successivi. nella versione 1917 il cerchione interno di sostegno all'imbottitura che nella versione del 1916 era realizzato in cuoio, venne sostituito da uno metallico.

### M1918

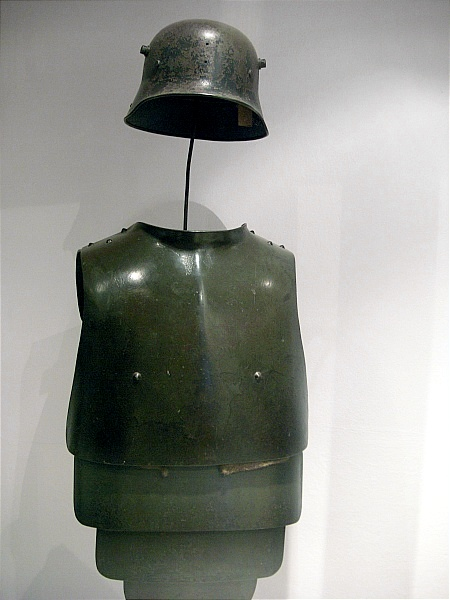
Stahlhelm del primo conflitto mondiale, e corazza anti-shrapnel.

Per il modello M1918 si provvide ad una riprogettazione estesa. Fu introdotto un nuovo sottogola in due pezzi, a sganciamento rapido, attaccato direttamente al cerchione metallico del rivestimento interno piuttosto che al guscio, il che rende l'M1918 facilmente distinguibile dal suo predecessore in quanto mancante dei rivetti. Alcuni esemplari del M1918 mostrano dei ritagli sui bordi laterali, previsti per migliorare l'udito e ridurre gli echi.

### Varianti in uso presso le Potenze Centrali
L'Austria-Ungheria e l'Impero ottomano utilizzarono, o commissionarono, loro varianti dello Stahlhelm. L'elmetto austriaco M1917 era simile al tedesco M1916, ma aveva un sottogola in tessuto, ed i rivetti corrispondenti posizionati più in alto sul guscio in acciaio. Gli ungheresi produssero la propria versione dell'M1917 simile al progetto austriaco, ma con i rivetti più piccoli e posti ancora più in alto. Gli elmetti austro-ungarici erano prodotti da diverse aziende su licenza tedesca. L'unico di progettazione completamente austriaca ere il cosiddetto "berndorfer" con aerazione sulla cupola prodotto in soli 140000 esemplari dalla Krupp Berndorfer Metallwarenfabrik. Tutti gli elmetti austriaci erano di colore marrone.
La Germania consegnò all'Impero Ottomano 5.400 esemplari privi di visiera dell'elmetto M1918; la mancanza di visiera, secondo i tedeschi, era dovuta a motivi religiosi, ossia per consentire ai soldati ottomani di toccare il terreno con la fronte durante la preghiera senza necessità di levare l'elmetto, ma la storia è controversa. I turchi comunque rimandarono indietro gran parte degli elmetti che furono in una certa parte forniti alle forze armate tedesche ed utilizzati dopo la guerra dai Freikorps.

### M1933
Nel 1932 il comando supremo tedesco ordinò di testare un nuovo prototipo di elmetto per sostituire i vecchi modelli. Era costruito interamente di un materiale plastico composito chiamato "Vulkanfiber", manteneva la forma dei modelli precedenti ma era molto più leggero. Ne fu iniziata una limitata produzione in seguito ai test favorevoli al principio del 1933, e un piccolo numero fu fornito alla fanteria, all'artiglieria e alle unità di comunicazione. Fu rimosso dal servizio con l'introduzione del modello M1935 e le rimanenze fornite ad organizzazioni civili come i vigili del fuoco e le forze di polizia. Alcuni esemplari furono mantenuti in uso per le parate e riservati agli ufficiali superiori.

### M1935
Nel 1934 iniziarono i test di un elmetto migliorato, il cui progetto si sviluppava dai modelli della Grande Guerra. La Eisenhuttenwerke di Thale si occupò della realizzazione dei prototipi e delle prove, ancora con la collaborazione del Dr. Friedrich Shwerd.
Il nuovo elmetto era ricavato dalla pressatura in più stadi di fogli di acciaio al molibdeno. Fu ridotta la misura della visiera e delle falde laterali, ed eliminate le grosse alette di ventilazione della versione precedente; i fori di ventilazione rimasero, ma posti in piccoli rivetti cavi, e i bordi furono arrotondati. Infine fu introdotto un nuovo rivestimento interno in cuoio, che aumentò notevolmente la sicurezza e la portabilità. Tali migliorie resero il nuovo M1935 più leggero, più compatto e più confortevole dei predecessori.
Il comando supremo accettò ufficialmente il nuovo elmetto il 25 giugno 1935, e decretò la sostituzione di tutti gli altri elmetti in servizio. Oltre un milione di esemplari furono prodotti nei due anni successivi, e altri milioni fino al 1940 quando cambiò nuovamente il disegno di base e i metodi produttivi.

### M1940
Il disegno dell'M1935 fu leggermente modificato nel 1940 per semplificare la costruzione e consentire il ricorso a metodi di stampaggio automatico. I principali cambiamenti riguardano lo stampaggio dei supporti per i fori di ventilazione direttamente sulla corazza, senza l'utilizzo di pezzi separati e il cerchione interno sostituito da uno in zinco rinforzato invece di quello metallico nella precedente versione. Gli altri aspetti dell'elmetto M1940 erano identici all'M1935.

#### VersioneFallschirmjäger

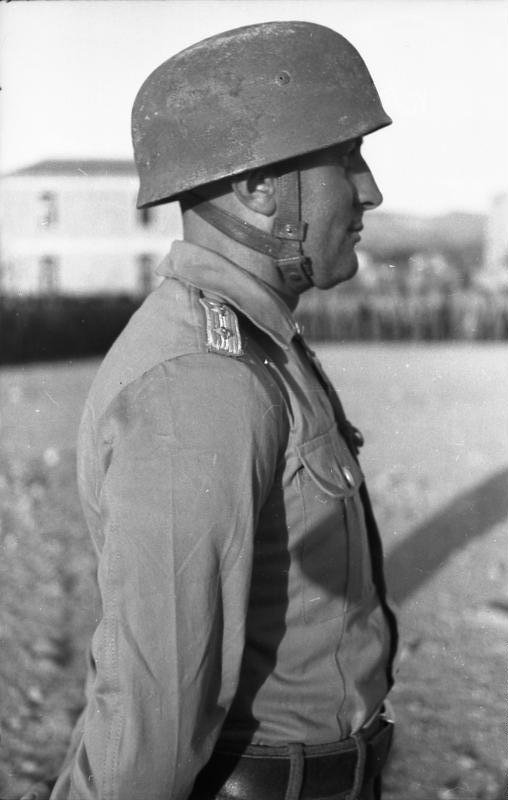
Fallschirmjäger

Una variante dell'M1935, con la corazza mancante della visiera e bordi svasati fu distribuita alle unità di paracadutisti Fallschirmjäger. Il disegno era concepito in maniera tale da minimizzare i rischi di ferite alla testa al momento dell'atterraggio. I primi elmetti per Fallschirmjäger furono approntati da elmetti M1935 rimuovendone le parti indesiderate, poi direttamente omesse quando la produzione entrò a regime. La versione modificata comprendeva anche un rivestimento interno ed un sottogola completamente nuovi, in grado di garantire maggiore protezione alle truppe aviotrasportate.

### M1942
La versione M1942 era il risultato delle necessità del tempo di guerra: il bordo della corazza non fu più arrotondato ma lasciato grezzo, il che velocizzò il processo produttivo e ridusse il quantitativo di metallo necessario e fu il primo ad avere una parte di plastica speciale, contro le schegge. La colorazione sino al termine della guerra fu un grigioverde opaco, e i segni identificativi furono gradualmente eliminati per ragioni produttive e per ridurre la visibilità dell'elmetto. Negli esemplari prodotti verso la fine del conflitto comparvero anche i maggiori difetti produttivi.

### M1944
Una variante più semplice, disegnata nel 1944 dall'ufficio armamenti, era anch'essa stampata in un pezzo unico, ma con lati inclinati. Simile nell'aspetto all'Mk.III britannico. Il progetto fu respinto personalmente da Hitler in quanto troppo "straniero".
Il progetto venne successivamente sviluppato con poche modifiche nella Repubblica Democratica Tedesca con la realizzazione dell'iconico M 56.

### M1945
Ci sono resoconti di varianti prodotte negli ultimi mesi di guerra. Il modello M1945, simile all'M1942 ma del tutto privo dei fori di ventilazione, è estremamente raro: secondo molti collezionisti e storici non si tratterebbe altro che di un normale M1942 in cui la mancanza dei fori era dovuta al malfunzionamento degli impianti di produzione.

### M1940/51
Al momento della sua costituzione nel 1951, la Bundesgrenzschutz(BGS) (guardie federali di confine della Germania) ricevette in dotazione vecchi elmetti M35, M40 o M42 recuperati e ricondizionati. Tra le modifiche apportate vi fu la sostituzione dell'interno e l'introduzione di nuovi occhielli per il soggolo, alcuni saldati all'interno dell'elmetto alcuni addirittura fissati all'elmetto con dei rivetti. Gli elmetti per la BGS vennero riverniciati in verde scuro RAL 6012.
Con il progressivo esaurimento delle scorte, a partire dal 1951 vennero prodotti nuovi elmetti seguendo le regole costruttive del modello M40. Per quanto riguarda l'interno venne usato sia il tipo M31 semplificato con soggolo fissato direttamente ad esso, tale soluzione adottata soprattutto dalle polizie dei Länder, sia con soggolo fissato sull'elemetto secondo le modalità descritte in precedenza. Tale versione venne adottata dalla BGS. 

### M1940/53
A partire dal 1953 venne introdotto un ulteriore aggiornamento dell'interno con la tipologia chiamata I53, sviluppata dall'azienda Schuberth Werke Braunschweig.
Tale interno non era più fissato con i classici tre chiodini che correvano lungo la calotta dell'elmetto ma da una vite posta all'interno, al centro della parte alta dell'elmetto. 
Per questo motivo l'elmetto è riconoscibile rispetto alle versioni precedenti per l'assenza sulla calotta dei rivetti. Nelle versioni successive venne a mancare anche il foro di aerazione. Per quanto riguarda il fissaggio del soggolo vennero usate le stesse soluzioni del modello precedente.

### M1954
Una variante dell'M1944 con un sistema di sospensione modificato, in seguito evoluta nell'M1956.

### M1956

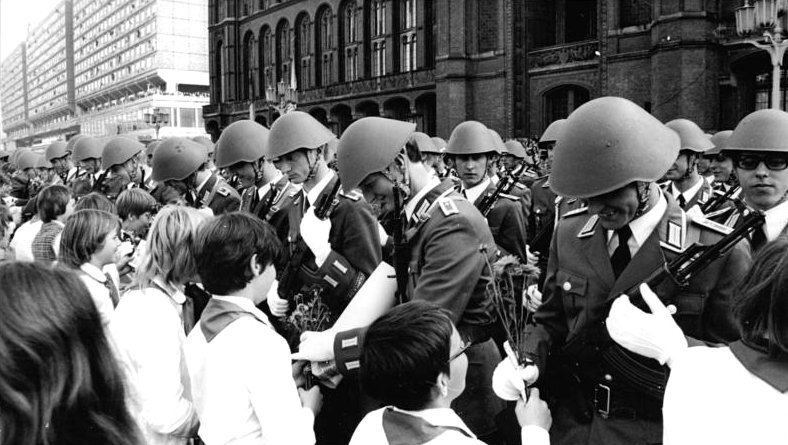
Soldati della Nationale Volksarmee della Repubblica Democratica Tedesca con lo Stahlhelm M1956 durante una parata militare del 1977.

L'elmetto M-56 della Repubblica Democratica Tedesca derivò da un progetto del 1942 concepito come successore dei 
modelli M1935/M1940, mai realizzato sino a quando, manifestandosi l'esigenza di un nuovo elmetto per la Volkspolizei e la Nationale Volksarmee, ci si rese conto che la reintroduzione di un elmetto troppo simile allo Stahlhelm non sarebbe stata accettata dall'Unione Sovietica. Venne prodotto in tre versioni base (Mod 1 o I/56, Mod 2 o I/57 e Mod 3 o I/71) e fu largamente venduto o ceduto anche ad eserciti del Terzo Mondo.

### M2007
L'esercito cileno ha in dotazione una nuova versione dello Stahlhelm chiamata Modelo 2007 per alcune cerimonie di rappresentanza. Ha un aspetto simile al modello M1942 ma la visiera è leggermente differente, con un aspetto più aggressivo, ed è costruito in materiali moderni.

## Uso delloStahlhelmin altri Paesi
La Germania esportò versioni diverse dell'elmetto M1935 in vari Paesi: Cina nazionalista e Spagna ad esempio; l'Ungheria utilizzò una variante dell'M1942 che aveva una fascia di metallo sul retro. Altri Paesi produssero versioni proprie sfruttando il progetto dell'M1935 sino agli anni settanta.
Dopo la fine della Prima guerra mondiale la Polonia catturò grandi quantità di elmetti M1918, molti dei quali venduti in seguito a vari Paesi, fra cui la Spagna. Tuttavia alla fine degli anni trenta si scoprì che l'elmetto standard polacco, l'Hełm wz. 31, era inadatto alle truppe corazzate e motorizzate; sebbene offrisse una protezione soddisfacente era troppo grosso e pesante. Come soluzione temporanea in attesa dello sviluppo di un nuovo elmetto il comando supremo decise di fornire degli elmetti M1918 alla 10ª Brigata di cavalleria motorizzata, che ne fece uso durante la Campagna di Polonia.
Nel periodo fra le due guerre l'Irlanda equipaggiò il proprio esercito con una copia britannica dell'elmetto M1918 prodotta dalla Vickers, e con una giubba di tipo tedesco. Allo scoppio della seconda guerra mondiale l'Irlanda rimase neutrale, ma nel 1940 accettò l'offerta britannica di sostituire le proprie uniformi in stile tedesco con materiali di tipo britannico, compreso l'elmetto Brodie.
Altri Paesi ad utilizzare elmetti tipo Stahlhelm sono stati: Argentina, Afghanistan, Austria, Bolivia, Bulgaria, Cile, Colombia, Croazia, Cecoslovacchia, Danimarca, Finlandia, Guatemala, Ungheria, Iran, Lettonia, Lituania, Messico, Norvegia, Romania, Sudafrica,Svizzera, Turchia, Venezuela.

## Dopoguerra
Dopo la Seconda guerra mondiale la Germania Ovest abbandonò lo Stahlhelm, divenuto nel frattempo un simbolo del militarismo tedesco, per una variante dello statunitense M1. Le guardie di frontiera della Bundespolizei ed alcune unità di polizia mantennero tuttavia lo Stahlhelm nelle proprie dotazioni, sebbene venisse utilizzato raramente, e la versione Fallschirmjäger fu usata per un certo tempo dal GSG-9. I vigili del fuoco tedeschi utilizzano ancora oggi elmetti tipo Stahlhelm in una colorazione fluorescente. Negli anni novanta fu adottato per l'esercito un elmetto in kevlar che ricordava il tipico disegno dello Stahlhelm. Una versione nera in materiali sintetici leggeri è usata dai soldati del Wachbataillon beim Bundesministerium der Verteidigung con l'alta uniforme in occasione delle cerimonie più solenni, come il Großer Zapfenstreich e le esequie con onori militari.

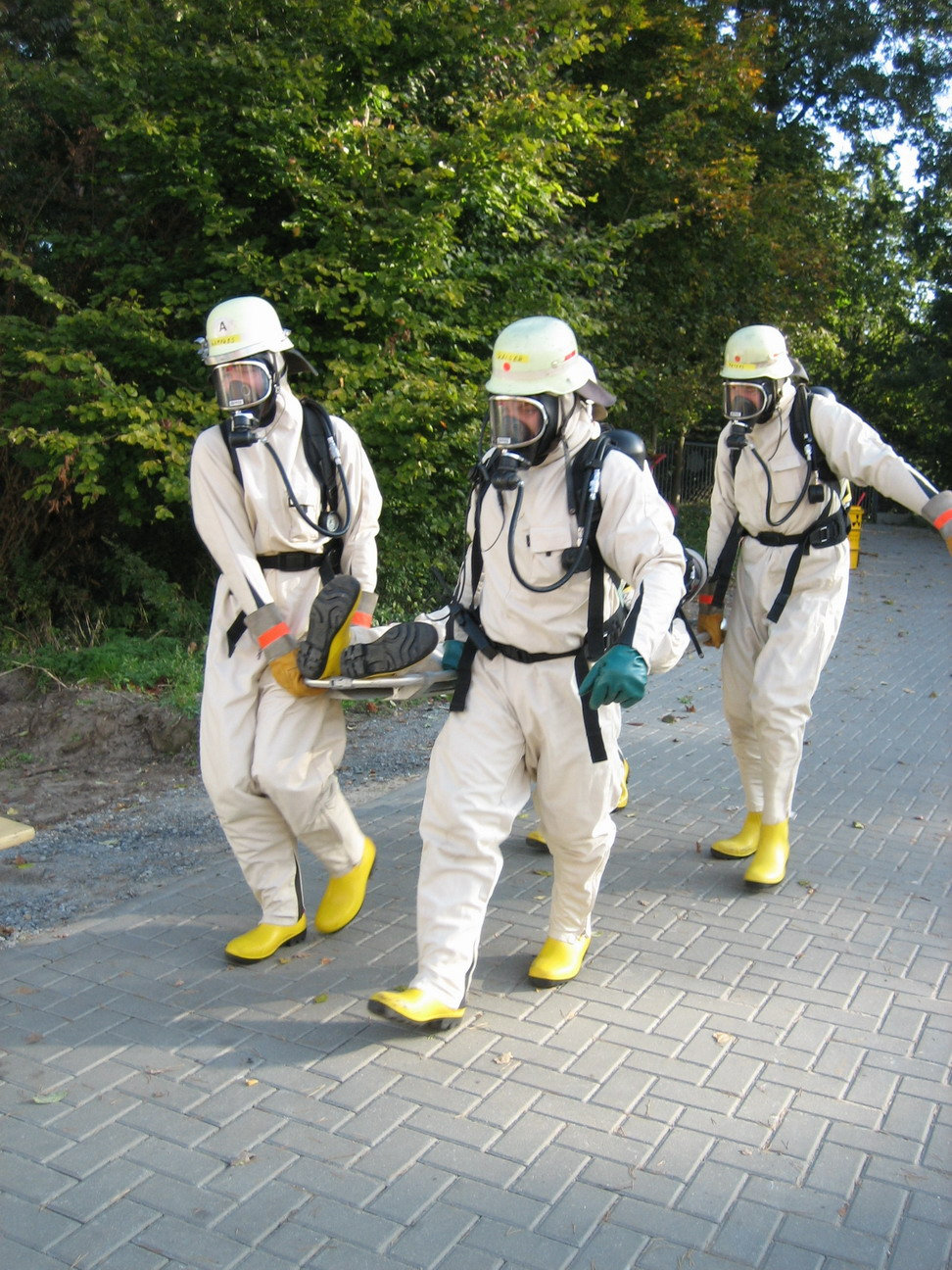
Vigili del fuoco tedeschi in tenuta antiradiazioni.